# Liberty Lake (Washington)
Liberty Lake es una ciudad ubicada en el condado de Spokane en el estado estadounidense de Washington. En el año 2000 tenía una población de 4.660 habitantes y una densidad poblacional de 421,5 personas por km².

## Geografía
Liberty Lake se encuentra ubicada en las coordenadas 47°39′22″N 117°5′11″O / 47.65611, -117.08639.

## Demografía
Según la Oficina del Censo en 2000 los ingresos medios por hogar en la localidad eran de $60.854, y los ingresos medios por familia eran $66.985. Los hombres tenían unos ingresos medios de $57.425 frente a los $30.828 para las mujeres. La renta per cápita para la localidad era de $29.105. Alrededor del 3,2% de la población estaban por debajo del umbral de pobreza.